# Erythronychia grisea
Erythronychia grisea är en tvåvingeart som beskrevs av Malloch 1932. Erythronychia grisea ingår i släktet Erythronychia och familjen parasitflugor. Inga underarter finns listade i Catalogue of Life.